# Skafthagtorn
Crataegus coccinea (Crataegus pedicellata) är en rosväxtart som beskrevs av Carl von Linné. Crataegus coccinea ingår i hagtornssläktet som ingår i familjen rosväxter. Utöver nominatformen finns också underarten C. c. fulleriana.

## Bildgalleri

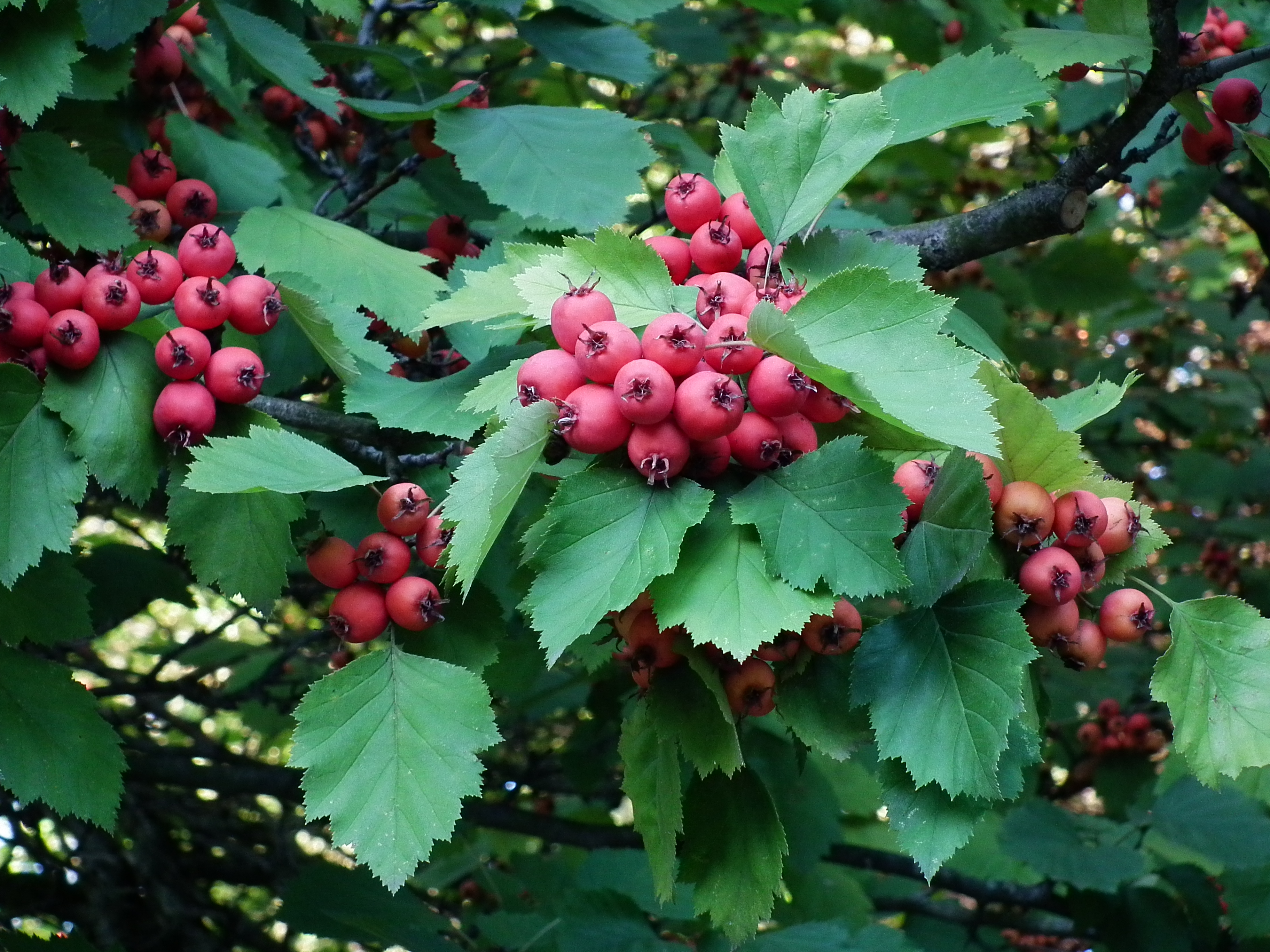
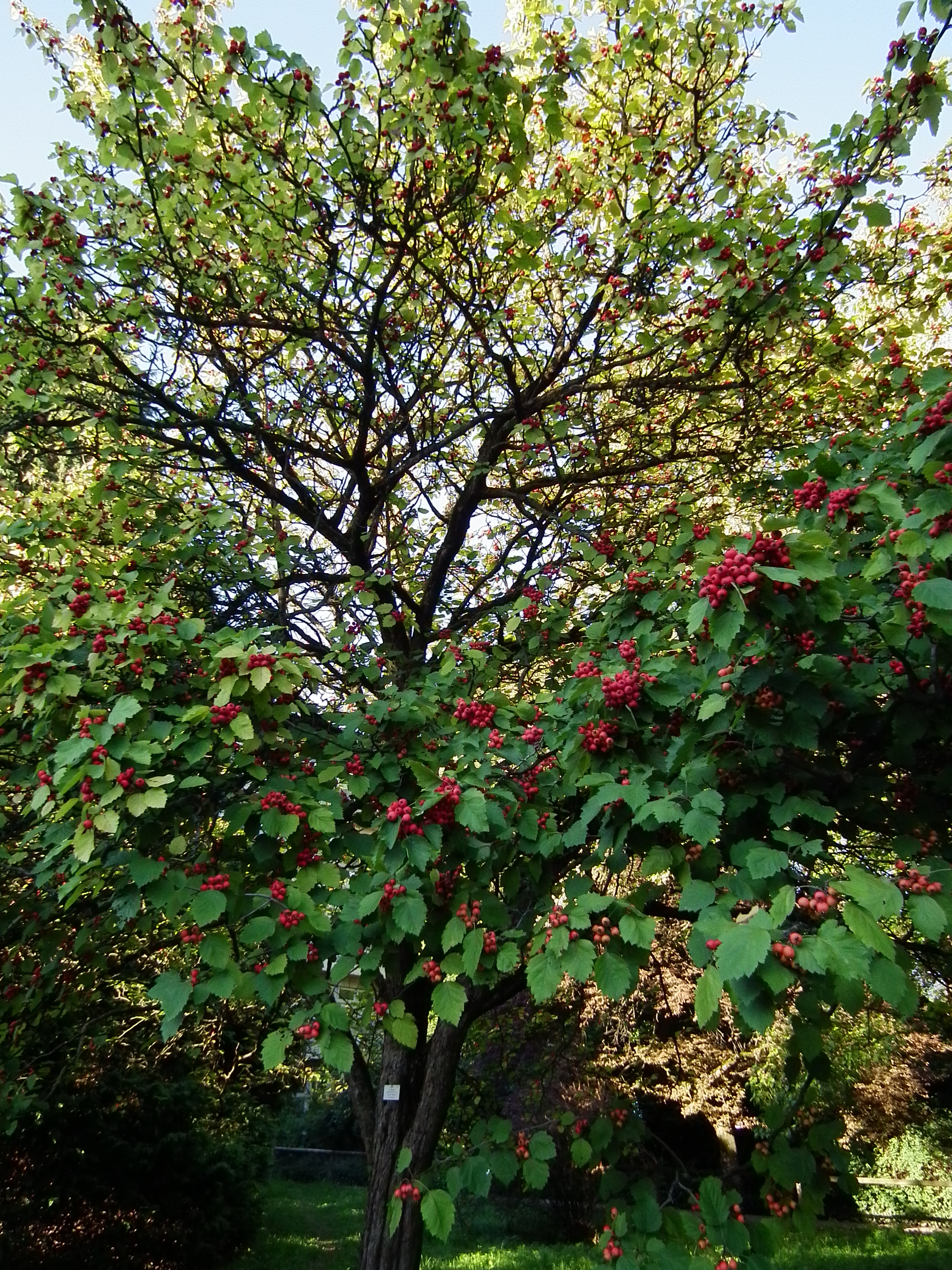
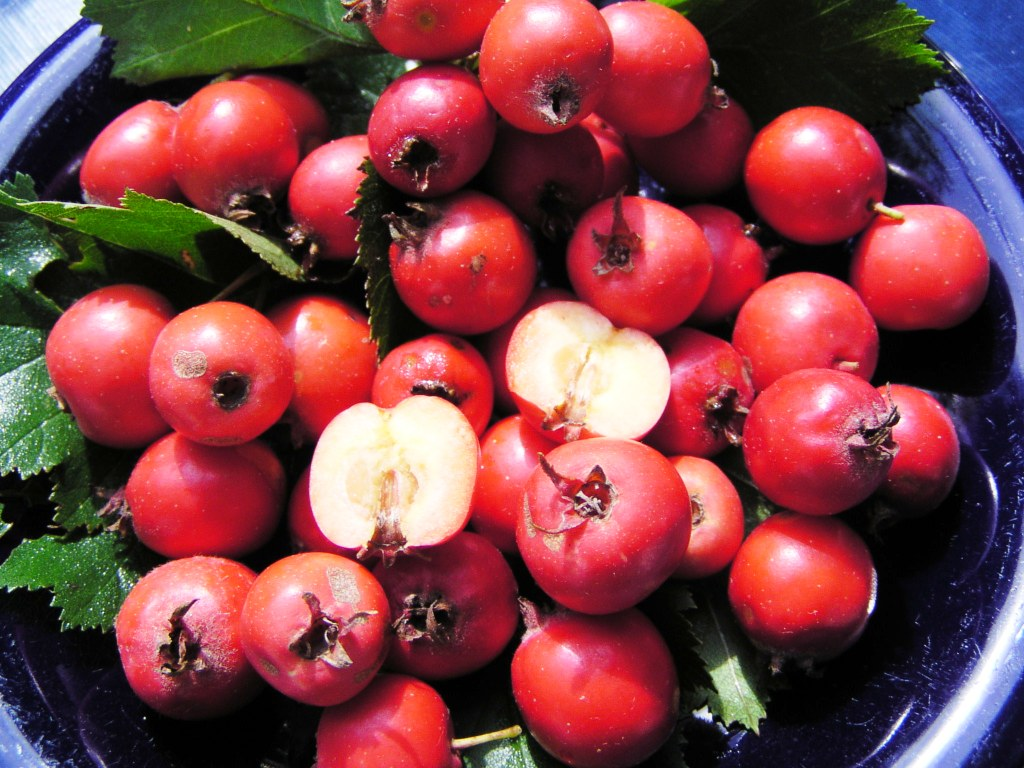
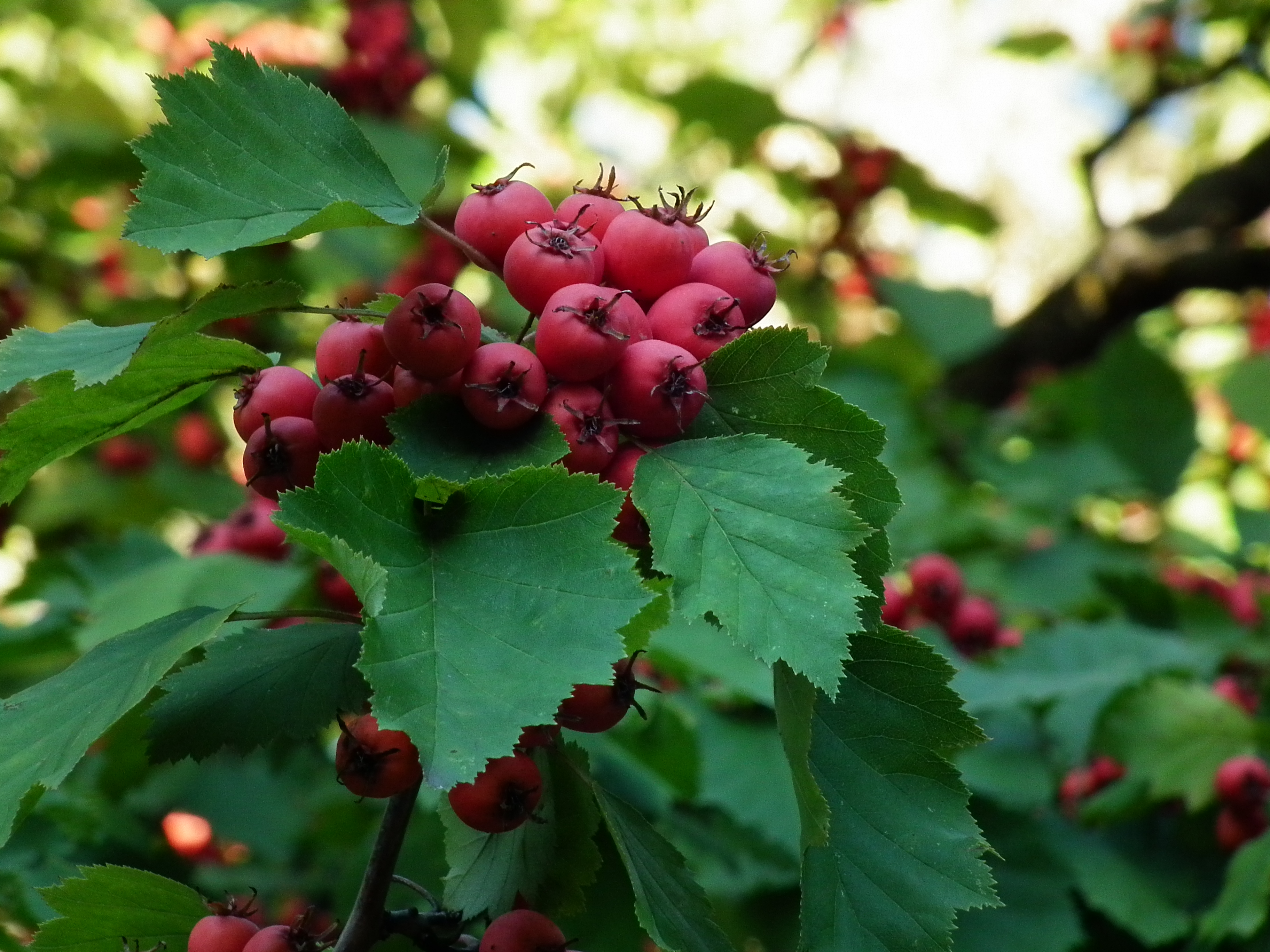
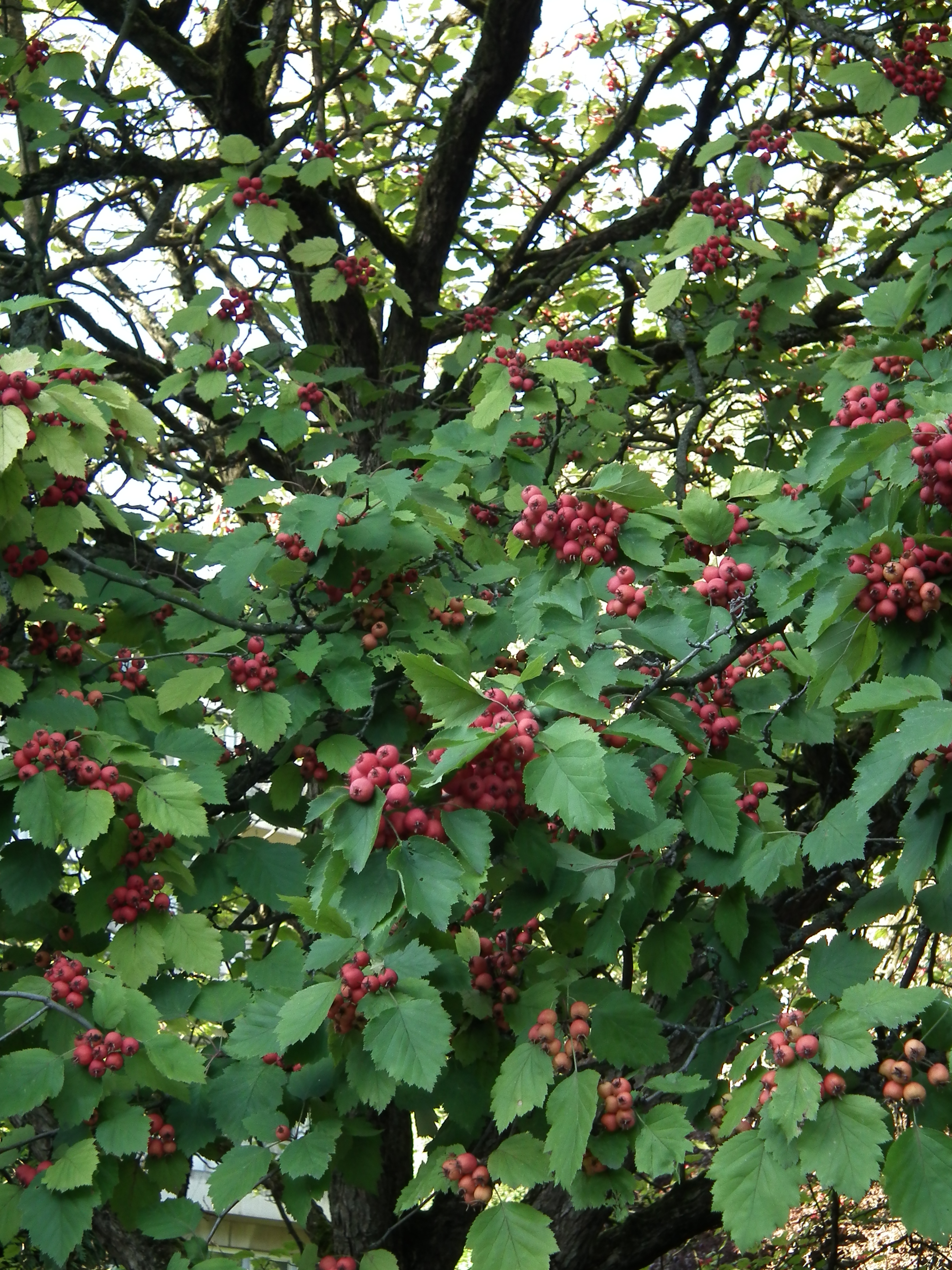
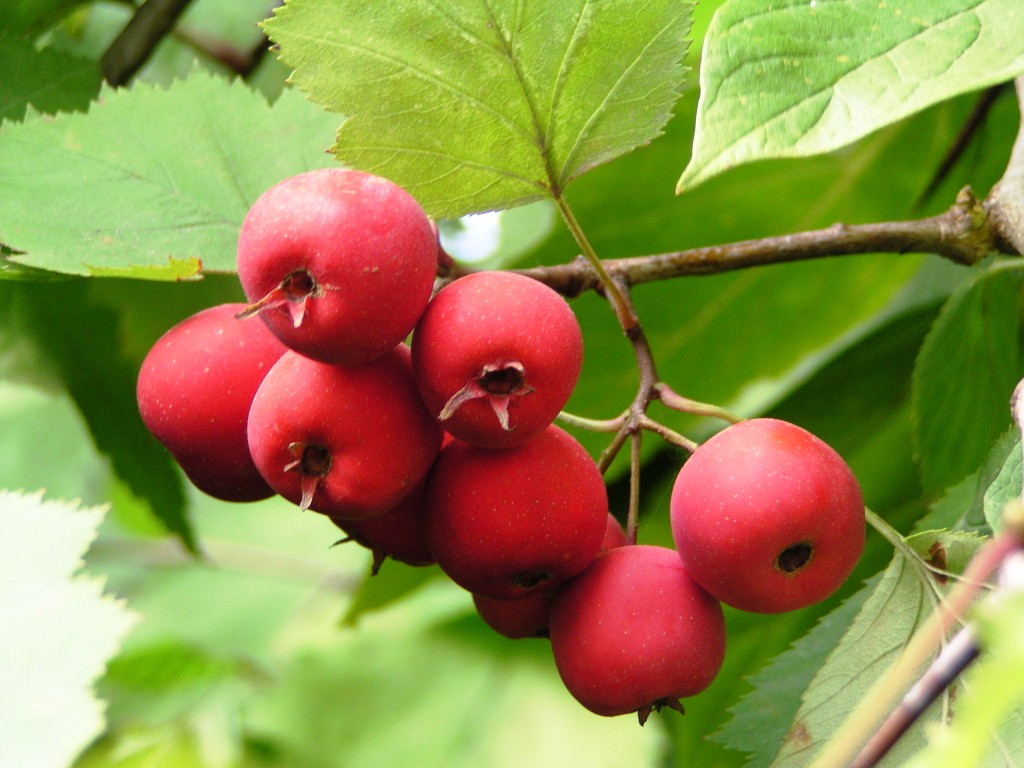